# Al Unser
Al Unser, właśc. Alfred Unser Sr (ur. 29 maja 1939 w Albuquerque, zm. 9 grudnia 2021 w Chama) – amerykański kierowca wyścigowy.
Pochodził z rodziny o tradycjach wyścigowych; jego ojciec, dwaj wujkowie, dwaj bracia oraz syn, a także dwóch bratanków również startowało (z różnym powodzeniem) w wyścigach samochodowych, głównie w serii IndyCar.
Al Senior (przydomek hierarchiczny nadany w późniejszych latach kariery, w odróżnieniu od syna, Ala Juniora) zwany również Big Al był najbardziej utytułowanym członkiem klanu Unserów. Na koncie miał cztery zwycięstwa w Indianapolis 500 (1970, 1971, 1978, 1987) oraz trzy tytuły mistrzowskie IndyCar (USAC 1970, CART 1983, 1985).
Był wielokrotnie nagradzany za swoje osiągnięcia w motosporcie. W 1986 roku został odznaczony miejscem w Indianapolis Motor Speedway Hall of Fame, w 1991 r. wprowadzono go do Motorsports Hall of Fame of America, a w 1998 r. uhonorowano go w International Motorsports Hall of Fame.

## USAC / CART
Łącznie w latach 1964–1994 wziął udział w 321 wyścigach. Wygrał 39, natomiast 28 razy startował z pole position.
Najlepszym sezonem w jego wykonaniu był 1970, gdy wygrał 10 z 18 wyścigów, zdobywając ponad połowę punktów więcej od wicemistrza, swojego brata Bobby'ego.
Dwa kolejne tytuły cechowała przede wszystkim znakomita niezawodność jego zespołu, Penske Racing. W sezonach 1983 i 1985 odniósł tylko po jednym zwycięstwie, ale zostawił w pokonanym polu Teo Fabiego (1983, różnicą czterech punktów) oraz swojego syna Ala Juniora (1985, różnicą zaledwie jednego punktu).

## Indianapolis 500
W latach 1965–1994 wystartował w 27 edycjach Indianapolis 500. Jako drugi kierowca w historii zanotował cztery zwycięstwa (pierwszym był A.J. Foyt, później dokonał tego jeszcze Rick Mears).
Najwięcej uwagi wzbudziło ostatnie z tych zwycięstw, z 1987 roku. Unser wziął udział w wyścigu tylko ze względu na kontuzję nominalnego kierowcy Penske, Danny'ego Ongaisa. Rywalizacja została zdominowana przez Mario Andrettiego, który prowadził przez 170 z 200 okrążeń, jednak wycofał się po awarii zapłonu na 23 okrążenia przed metą. Pozycję lidera przejął wówczas Roberto Guerrero, który z kolei zgasił silnik w trakcie ostatniego postoju w boksach, czym umożliwił historyczny triumf Unserowi. Różnica na mecie między dwoma kierowcami wynosiła 4,5 sekundy.
W ten sposób Al Unser został równocześnie najstarszym zwycięzcą Indianapolis 500. W jego posiadaniu jest również rekord największej liczby okrążeń na prowadzeniu w historii wyścigu (644).

## Życie prywatne
Dwukrotnie żonaty; z Wandą Jesperson (1958–1971; syn Al Jr., dwie córki Debra Ann, Mary Linda) oraz Karen Barnes (od 1977).
Al Jr także został kierowcą wyścigowym, który zadebiutował w Indy w 1983 roku, a w 1992 odniósł swoje pierwsze z dwóch zwycięstw.
Córka z pierwszego małżeństwa, 21-letnia Debra Ann zginęła tragicznie w wyścigu pojazdów buggy w 1982 roku.

## Starty w Indianapolis 500
| Rok  | Nadwozie  | Silnik        | Start | Wynik | Uwagi                                |
| ---- | --------- | ------------- | ----- | ----- | ------------------------------------ |
| 1965 | Lola      | Ford          | 32    | 9     |                                      |
| 1966 | Lotus     | Ford          | 32    | 12    | Wypadek                              |
| 1967 | Lola      | Ford          | 9     | 2     |                                      |
| 1968 | Lola      | Ford          | 6     | 26    | Wypadek                              |
| 1969 | Lola      | Ford          |       |       | Wycofał się przed startem (kontuzja) |
| 1970 | Colt      | Ford          | 1     | 1     |                                      |
| 1971 | Colt      | Ford          | 5     | 1     |                                      |
| 1972 | Parnelli  | Offenhauser   | 19    | 2     |                                      |
| 1973 | Parnelli  | Offenhauser   | 8     | 20    | Tłok silnika                         |
| 1974 | Eagle     | Offenhauser   | 26    | 18    | Zawór silnika                        |
| 1975 | Eagle     | Offenhauser   | 11    | 16    | Korbowód                             |
| 1976 | Parnelli  | Cosworth      | 4     | 7     |                                      |
| 1977 | Parnelli  | Cosworth      | 3     | 3     |                                      |
| 1978 | Lola      | Cosworth      | 5     | 1     |                                      |
| 1979 | Chaparral | Cosworth      | 2     | 22    | Układ transmisyjny                   |
| 1980 | Longhorn  | Cosworth      | 9     | 27    | Cylinder silnika                     |
| 1981 | Longhorn  | Cosworth      | 9     | 17    |                                      |
| 1982 | Longhorn  | Cosworth      | 16    | 5     |                                      |
| 1983 | Penske    | Cosworth      | 7     | 2     |                                      |
| 1984 | March     | Cosworth      | 10    | 3     |                                      |
| 1985 | March     | Cosworth      | 7     | 4     |                                      |
| 1986 | Penske    | Chevrolet     | 5     | 22    | Wibracje                             |
| 1987 | March     | Cosworth      | 20    | 1     |                                      |
| 1988 | Penske    | Chevrolet     | 3     | 3     |                                      |
| 1989 | Penske    | Chevrolet     | 2     | 24    | Sprzęgło                             |
| 1990 | March     | Alfa Romeo    | 30    | 13    |                                      |
| 1992 | Lola      | Buick         | 22    | 3     |                                      |
| 1993 | Lola      | Chevrolet     | 23    | 12    |                                      |
| 1994 | Lola      | Ford-Cosworth |       |       | Wycofał się przed kwalifikacjami     |